# ناتئ غرابي
الناتئ الغرابى (بالإنجليزية: Coracoid process)‏ هو بنيان على هيئة خُطَّاف معقوف، على الحافة الجانبية للجزء الأعلى الأمامى من لوح الكتف.
يتجه الناتئ الغرابى أفقيا وإلى الأمام، وهو يعمل جنبا إلى جنب مع الأخرم على تحقيق الإستقرار في مفصل الكتف. ويمكن جسه في الثلم الدالي الصدري بين العضلة المثلثة (العضلة الدالية) والعضلة الصدرية الكبيرة.
الاسم «غرابي» يعني «مثل منقار الغراب»، مع الإشارة إلى شكل الغراب أيضاً. والاسم الإنجليزى مأخوذ من اليونانية (باليونانية: أى غراب κόραξ)‏ وتُنطق "Korax".

## البنيان
الناتئ الغرابي هو نتوء مَعْقُوف سميك، يتصل بقاعدة عريضة إلى الجزء العلوي من عنق لوح الكتف. يكون في البداية صاعداً لأعلي وفي الإتجاه الإنسي، ثم يصغر في الحجم ويغير اتجاهه ويمتد إلى الأمام وفي الإتجاه الوحشي.
الجزء الصاعد من الناتئ الغرابي مفلطَح من الأمام ومن الخلف، وفي مقدمته سطح مقعر ناعم تجتازه العضلة تحت الكتف.
الجزء الأفقي من الناتئ الغرابي مفلطَح من أعلى ومن أسفل. سطحه الأعلى مُحدّب وغير منتظم ويرتبط عليه العضلة الصدرية الصغيرة، وسطحه الأسفل ناعم، بينما الحافتين الإنسية والوحشية خشنتين. يتصل بالحافة الإنسية العضلة الصدرية الصغيرة، ويتصل بالحافة الوحشية الرباط الغرابي الأخرمي. على القمّة، يتعانق وَتَرُ مُنْضَمّ لتنشأ منه العضلة الغرابية العضدية والرأس القصير للعضلة ذات الرأسين العضدية، وأيضاُ يتصل علي القمّة اللفافة الترقوية الصدرية.
الرباط الغرابي الترقوي (بالإنجليزية: Coracoclavicular ligament)‏ يتكون من حزمتين: الرباط شبه المخروطي (بالإنجليزية: Conoid ligament)‏ والرباط شبه المنحرف (بالإنجليزية: Trapezoid ligament)‏. على الجانب الإنسي لقاعدة الناتئ الغرابي انْطِباعٌ خشن (أثَر محفور) يرتبط عليه الرباط شبه المخروطي، حيث يميل الرباط إلى الأمام ونحو الجانب، وشكله شبه مخروط رأسه لأسفل. وعلى السطح العلوي للجزء الأفقي من الناتئ الغرابي، حرف مرتفع لاتصال الرباط شبه المنحرف.

## الوظيفة
الناتئ الغرابي هو موقع ارتباط عدة بُنَى موصولة عليه:
- العضلة الصدرية الصغيرة - من الناتئ الغرابي إلى الضلع الثالث والرابع والخامس.
- الرأس القصيرة من العضلة ذات الرأسين العضدية - من الناتئ الغرابي إلى الأحدوبة الكعبرية.
- العضلة الغرابية العضدية - من قمة الناتئ الغرابي إلى السطح الإنسي لمنتصف جسم عظم العضد.
- الرباط الغرابي الترقوي - من الناتئ الغرابي إلى الترقوة. (ويتكون الرباط من رباطين: الرباط شبه المخروطي والرباط شبه المنحرف).
- الرباط الغرابي الأخرمي - من الناتئ الغرابي إلى الأخرم.
- الرباط الغرابي العضدي - من الناتئ الغرابي إلى عظم العضد.
- الرباط المستعرض الكتفي العلوي - من قاعدة الناتئ الغرابي إلى الجزء الأنسي من الثلمة فوق عظم الكتف.

## الاعتبارات السريرية
يمكن جس الناتئ الغرابي أسفل النهاية الجانبية للترقوة (عظمة الترقوة). وتُعرف أيضا باسم «منارة الجراح» (بالإنجليزية: Surgeon's Lighthouse)‏ لأنها بمثابة علامة بارزة لتجنب أي ضرر عصبي وعائي.
البُنَى الوعائية العصبية الرئيسية تدخل الطرف العلوي (الذراع) من الجانب الإنسي للناتئ الغرابي، ولذلك يكون المسلك الجراحي لمنطقة الكتف يأتي دائما من ناحية الجانب الوحشي للناتئ الغرابي.

## في الحيوان
الناتئ الغرابي في الكظاميات عظم منفصل. الزواحف والطيور والضفادع (ما عدا السمندل) تمتلك أيضا عظاماً بهذا الاسم، ولكنها ليست متناددة للناتئ الغرابي في الثدييات.
تحليلات حجم وشكل الناتئ الغرابي لأحافير الهياكل العظمية لنوع: أسترالوبيثكس الإفريقي [الإنجليزية] (STS 7) (باللاتينية: Australopithecus africanus) أظهرت أن هذا النوع له حديبة ظهرية وحشية بارزة في موضع جانبي أكثر مما هو عليه في البشر المعاصرين. هذا يعكس، وفقا لأحد التفسيرات، أن لوح الكتف كان مكانه عالياً على قفص صدري قُمعيّ الشكل، وأن وضع الترقوة كان مائلاً كما لا يزال باقيا في القردة العليا إلى اليوم.

## صور اضافية

الكتف الأيسر،عرض أمامي. الناتئ الغرابي موضح باللون الأحمر.
الكتف الأيسر،عرض من أعلي. الناتئ الغرابي موضح باللون الأحمر.
الناتئ الغرابي موضح باللون الأحمر ، عرض أمامي.
الناتئ الغرابي موضح باللون الأحمر ، عرض أمامي. (تم حذف عظم العضدين للمزيد من الإيضاح)
الناتئ الغرابي موضح باللون الأحمر ، عرض من أعلي. (تم حذف عظم العضدين للمزيد من الإيضاح)
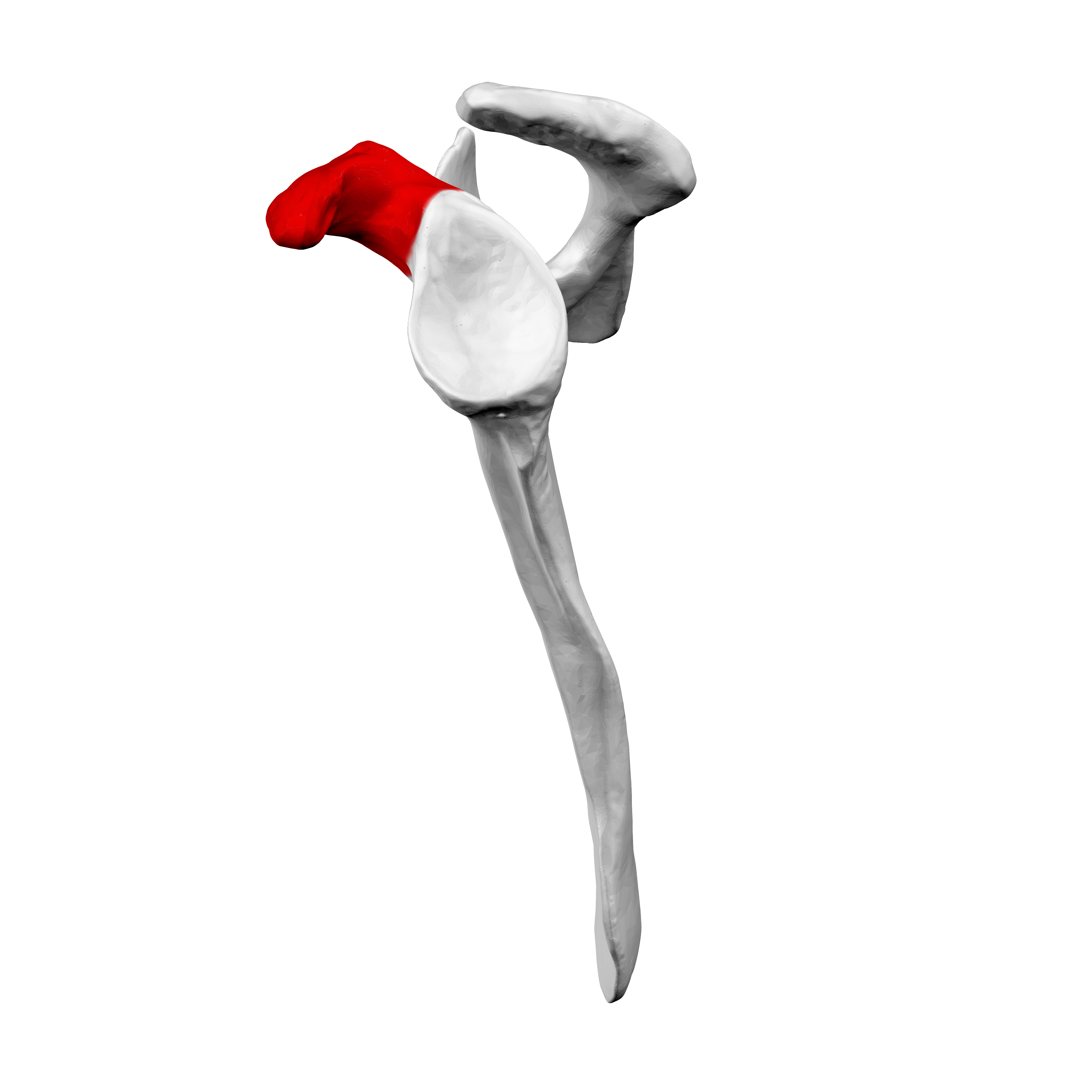
الكتف الأيسر ، عرض جانبي. الناتئ الغرابي موضح باللون الأحمر.
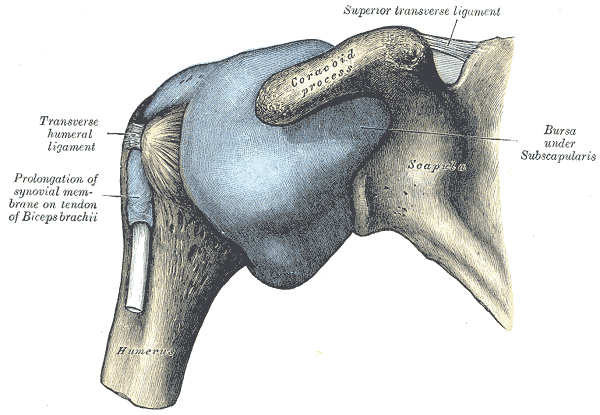
الناتئ الغرابي. Coracoid process
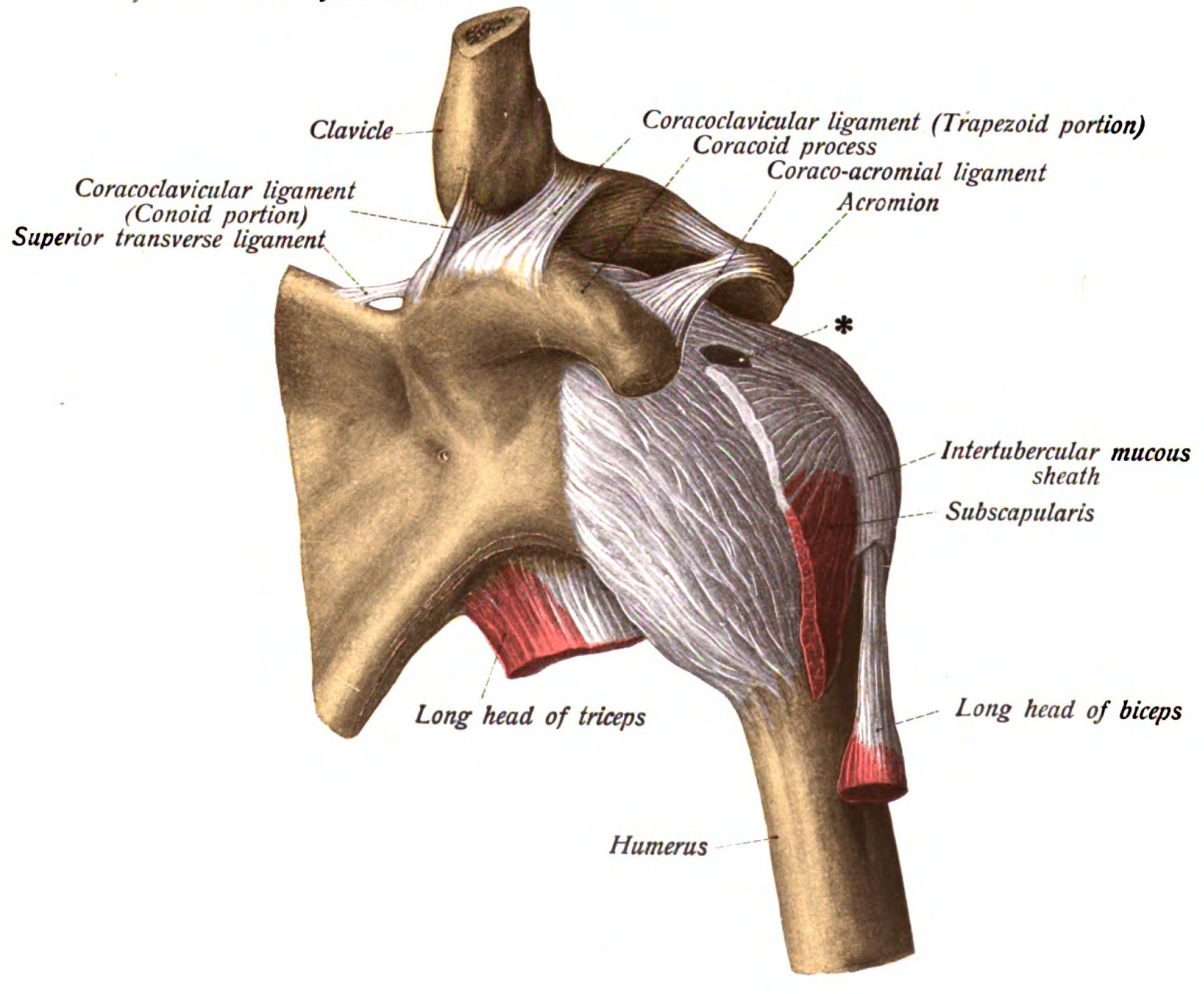
الناتئ الغرابي. Coracoid process
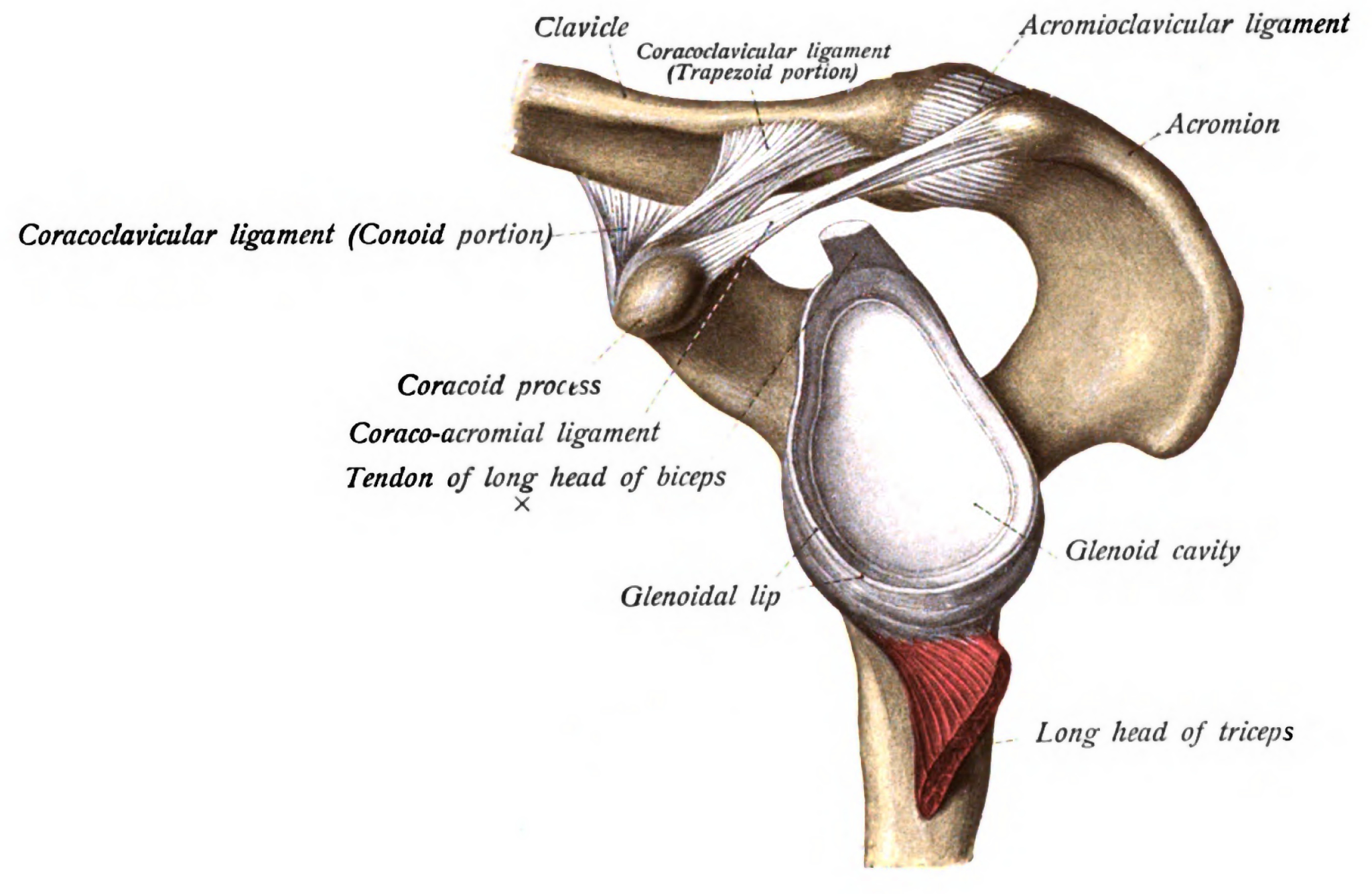
الناتئ الغرابي. Coracoid process
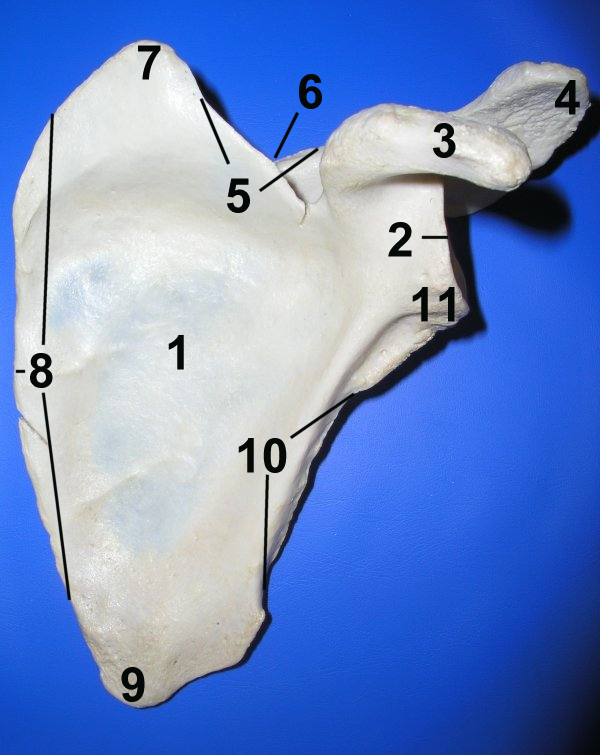
الناتئ الغرابي هو رقم 3 في الصورة.